# Locust Fork
Locust Fork is een plaats (town) in de Amerikaanse staat Alabama, en valt bestuurlijk gezien onder Blount County.

## Demografie
Bij de volkstelling in 2000 werd het aantal inwoners vastgesteld op 1016.
In 2006 is het aantal inwoners door het United States Census Bureau geschat op 1156, een stijging van 140 (13,8%).

## Geografie
Volgens het United States Census Bureau beslaat de plaats een oppervlakte van
9,0 km², geheel bestaande uit land.

## Plaatsen in de nabije omgeving
De onderstaande figuur toont de plaatsen in een straal van 16 km rond Locust Fork.